# Aqui Portugal
Aqui Portugal foi um programa de entretenimento transmitido pela RTP, ultimamente, nas manhãs e tardes de domingo.
Inicialmente, o programa era emitido, somente, nas tardes de sábado do canal. 
Posteriormente, passou a ser exibido, também, nas manhãs deste mesmo dia.
De setembro a novembro de 2022 foi exibido aos domingos à tarde, das 15 às 20 horas.
A partir de fevereiro de 2023 passou a ser novamente exibido aos domingos à tarde, das 15 às 20 horas.
Com a estreia do programa "Estrelas ao Sábado", apresentado por Isabel Silva, aos sábados à tarde, o Aqui Portugal passa a ser emitido uma vez por semana, aos domingos, das 11:30 às 20 horas.
Em 2024, com a estreia do magazine "Portugal Fenomenal" o programa passou a ser exibido apenas a partir das 14h15 de domingo.
A partir de 14 de abril de 2024, o programa voltou a ser transmitido ao final da manhã de domingo.
O programa chegou ao fim a 10 de novembro de 2024, após mais de 11 anos de emissões.
Foi apresentado por vários rostos do canal, de forma rotativa. A primeira emissão ocorreu a 19 de janeiro de 2013, com a apresentação de Sónia Araújo, Jorge Gabriel e Hélder Reis.

## Sinopse
Aqui mostramos Portugal!
Durante todo o sábado, ligue-se ao melhor do nosso país, na sua RTP!
Numa viagem de descoberta, partimos à aventura pela diversidade do que há de melhor no nosso país. Ao longo de todo o dia, em direto de qualquer ponto de Portugal, para todo o mundo português, fazemos uma viagem pelo saber, pelo património, pelo artesanato, pela história, pela gastronomia, pela cultura, pelo turismo. No fundo, uma viagem pela realidade do ser-português. Pelas vozes e sabores de Portugal!
O programa que vai fazer-lhe companhia aos sábados da RTP1. Recebendo como ninguém, numa casa que é sempre a sua.
Assim ligaremos “Aqui Portugal”!

## Equipa
| Apresentadores/ Repórteres | Período     |
| -------------------------- | ----------- |
| Jorge Gabriel              | 2013 - 2015 |
| Jorge Gabriel              | 2016        |
| Jorge Gabriel              | 2018        |
| Sónia Araújo               | 2013 - 2015 |
| Hélder Reis                | 2013 - 2024 |
| Joana Teles                | 2015 - 2024 |
| Catarina Camacho           | 2015 - 2021 |
| Tiago Góes Ferreira        | 2016 - 2024 |
| Vanessa Oliveira           | 2016        |
| Vanessa Oliveira           | 2018 - 2024 |
| Isabel Angelino            | 2017 - 2023 |
| Rita Belinha               | 2019 - 2024 |
| José Carlos Malato         | 2019 - 2024 |
| Joana Dias                 | 2020 - 2021 |
| José Manuel Monteiro       | 2020 - 2024 |
| Inês Carranca              | 2021 - 2023 |
| Idevor Mendonça            | 2021 - 2023 |
| Serenella Andrade          | 2022 - 2023 |
| Lara Lopes                 | 2022 - 2024 |
| José Pedro Vasconcelos     | 2023        |